# 金島集團
金島集團有限公司，簡稱金島集團（英語：Golden Island Holdings Limited，港交所除牌時0674.HK），在1970年建立，創立位於香港尖沙咀星光行的，金島燕窩潮州酒樓，在1991年於香港交易所主板上市，由於香港經濟長期不穩影響，於是出售給張金煌。
在1997年，更名為友力投資控股有限公司，但在2010年8月30日，又更名為文化地標投資有限公司。

## 連結
- Tricor.com.hk/webservice/000674 （页面存档备份，存于）